# La bruja de Konotop
La bruja de Konotop (en ucraniano: Конотопська відьма) es una historia de ficción satírica escrita por el ucraniano Hryhorii Kvitka-Osnovianenko en 1833 y publicada en 1837 para su segundo libro titulado "Cuentos de Rusia Menor".

## Reseña
La historia comienza con una representación del centurión de Konotop, Nikita Ulasovich Zabryokha, sentado en un estado de ánimo melancólico y sombrío. El día anterior, había intentado cortejar a Olena, una joven hermosa y diligente que carecía de padres y solo tenía un hermano. Zabryokha le pidió al hermano que le permitiera casarse con su hermana, pero este rechazó la propuesta.
Mientras el centurión está en su hogar, el secretario Pistryak se le acerca con un palo tallado con muescas que representan el número de cosacos por centenar. Sin embargo, al romper el palo mientras lo lleva a casa, inicialmente comete un error en el cálculo del número de cosacos. Cuando Zabryokha descubre el error, ridiculiza a Pistryak delante de una audiencia de cien personas, lo que lo ofende. Poco después, llega una orden del Regimiento de Chernihiv para emprender una campaña, pero el secretario se niega a cumplirla y redacta una carta informando al regimiento que los cosacos no pueden partir hacia Konotop debido a una "caza de brujas" que debe llevarse a cabo en el área, ya que no ha llovido en Konotop durante mucho tiempo.
Al día siguiente, toda la ciudad se congrega cerca del estanque. El escriba ha capturado a varias mujeres sospechosas de practicar la brujería y ordena una prueba: cada mujer es arrojada al agua y, si se ahoga, se considera que no es una bruja, pero si sobrevive, se la considera una bruja. Muchas mujeres perecen en las aguas durante esta prueba. Para sorpresa de todos, la bruja resulta ser Yavdokha Zubikha, quien flota serenamente en el agua. Enfurecidos, los hombres comienzan a golpearla, pero Yavdokha utiliza sus poderes mágicos para escapar.
Posteriormente, Zabryokha y Pistryak, por separado, se acercan a Zubikha llevando obsequios y solicitan su ayuda. En un principio, ella conjura un hechizo para que Olena se enamore de Zabryokha y desee casarse con él. Mientras tanto, el juez Demyan Khalyavsky, quien anteriormente había sido el amante de Olena, se siente desdichado al enterarse de que ella se casará con otra persona, pero Zubikha también ofrece su ayuda para él. Como acto de venganza contra quienes los agredieron, la bruja interviene para que Olena contraiga matrimonio con Khalyavsky, mientras que Zabryokha termina casándose con la chica más temida del pueblo, Solokha. Pronto después, tanto Zabryokha como Pistryak son destituidos de sus cargos por no cumplir con las órdenes del regimiento de Chernihiv, mientras que Khalyavsky es ascendido a capitán.
En el epílogo, el autor menciona que la narración de esta historia proviene del difunto Panas Mesiura, y revela cómo se desarrollaron los destinos de los personajes principales: Khalyavsky no mantuvo su posición como centurión por mucho tiempo, ya que pronto entró en conflicto con sus superiores, y su matrimonio con Olena resultó ser infeliz debido a la intervención de la brujería. Zabryokha y Pistryak enfrentaron castigos por su participación en el ahogamiento de mujeres inocentes, mientras que la bruja falleció poco después de estos acontecimientos.

## Adaptaciones
Fue llevada a las pantallas grandes por el estudio Ukrtelefilm en 1987, y posteriormente en 1990 por la directora Galina Shigaeva para el estudio de cine Alexander Dovzhenko.
Fue adaptado como guion por Bogdan Zholdak e interpretado con el elenco del Teatro Dramático Académico Nacional Ivan Franko en 1982, y fue presentado como un rap burlesco en 2016 
La política Nataliya Vitrenko fue nombrada como "la Bruja de Konotop" haciendo referencia a la historia.  
Durante la invasión rusa de Ucrania y la ocupación de Konotop en 2022, se difundió ampliamente un video en el que una mujer lanzaba una maldición a un soldado ruso desde un tanque: "¿No tienes idea dónde estás? Estás en Konotop. Todas las mujeres aquí son brujas. A partir de mañana, nunca volverás a tener una erección". 